# New York Journal American
O New York Journal American foi um jornal publicado de 1937 a 1966. O Journal American foi o produto de uma fusão entre dois jornais de Nova Iorque pertencente a William Randolph Hearst: O New York American (originalmente o New York Journal, renomeado American em 1901, editado por Hearst entre 1895-1937, um jornal matutino, e o New York Evening Journal, um jornal vespertino, editado entre 1895-1937. O Journal-American era uma publicação vespertina.  Foi neste jornal que a frase "Edição Bulldog" surgiu. Em 1905, Hearst instigava seus editores a escreverem manchetes que iriam "morder o público como um bulldog". 
Hearst, um privilegiado filho de um empresário milionário do ramo de mineração, já havia se estabelecido no negócio jornalístico em São Francisco e aventurou-se em Nova Iorque para expandir o seu império.

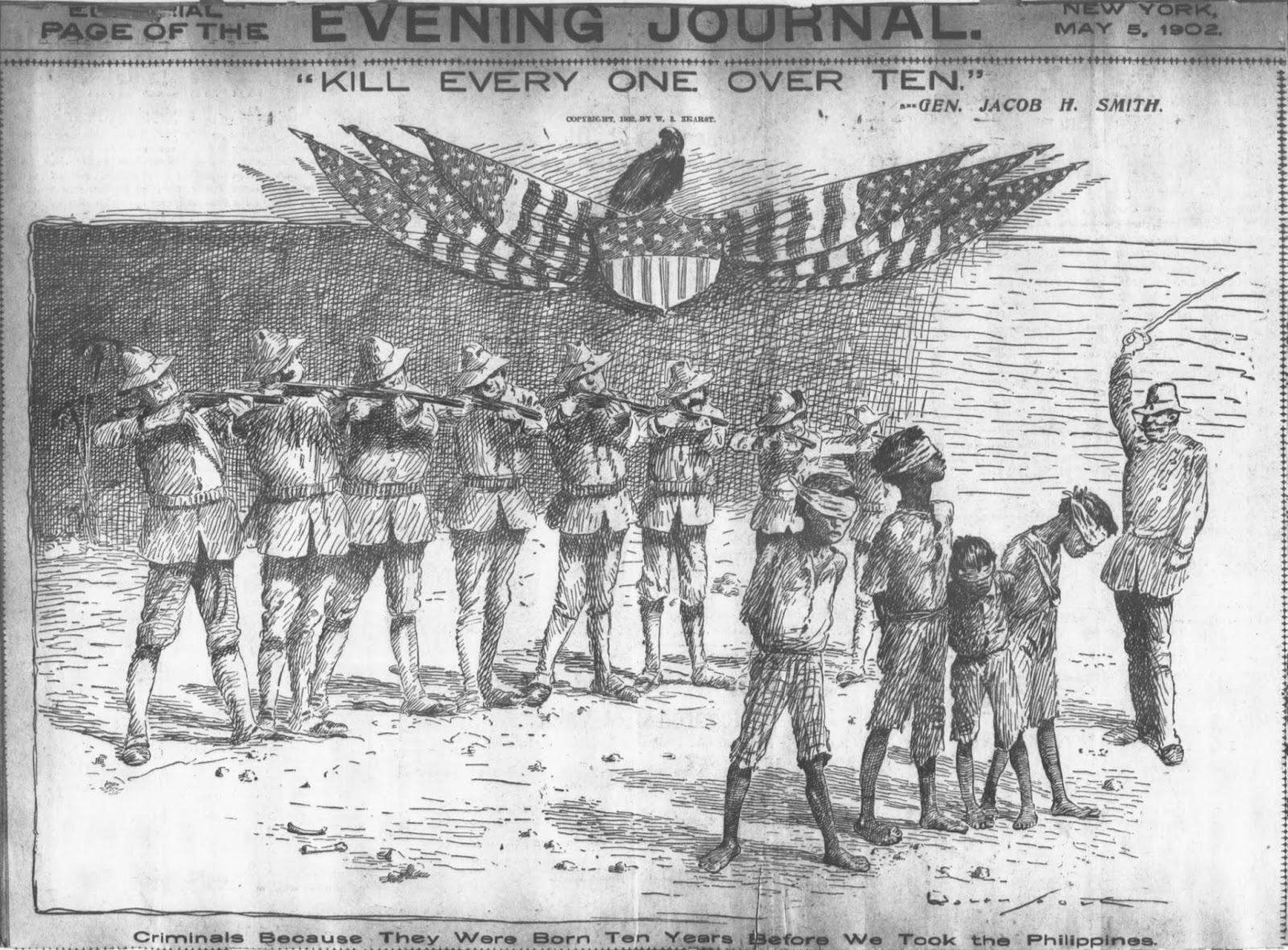
Um dos mais infames cartoons do New York Journal, representando a Guerra filipino-estadunidense quando o General Jacob H. Smith ordena "Matem todos aqueles com mais de dez anos", na capa do jornal de 5 de maio de 1902

## Ligação externa
- Guide to an Archived Collection of the Journal-American